# Stevensonweg
Der Französische Grand Randonnée Fernwanderweg GR70 führt unter dem Namen Chemin de Robert Louis Stevenson von Nord nach Süd durch das französische Mittelgebirge der Cevennen. Dabei werden die Départements Haute-Loire, Lozère und Gard durchquert. Startpunkt ist Le Monastier-sur-Gazeille, Ziel ist im Süden Saint-Jean-du-Gard. Die Strecke folgt dem Verlauf der Reise von Robert Louis Stevenson, die er 1878 in den Cevennen unternahm. Wegen besserer An- und Abreisemöglichleiten ist es sinnvoll, zu Beginn und am Ende der Tour jeweils eine Etappe hinzuzufügen, sodass sie in Le Puy-en-Velay startet und in Alès im Languedoc endet. Die Distanz des gesamten Fernwanderweges beträgt 272 km. Streckenweise verläuft die Route mitten durch den Cevennen-Nationalpark. Betreut von der Association Chemin de Stevenson zählt der hervorragend ausgeschilderte Wanderweg heute zu den beliebtesten in Frankreich. Genauso wie R.L.Stevenson kann man auch heute den Trail komplett oder in Teilen in Begleitung eines Esels absolvieren. Eine bestens ausgebaute Infrastruktur dafür findet man allerorten. Unterkünfte gibt es genügend in allen Preiskategorien, angefangen von einfachen Gite d'Étape über private Chambres, Campingplätze und Hotels. In der Regel braucht man für die Tour zwei Wochen. Gut konditionierte Wanderer schaffen sie auch in zwölf Tagen.

## Geschichte
Im Spätsommer des Jahres 1878 reiste der Abenteuerschriftsteller R.L.Stevenson in die Cevennen, eine Region die in Frankreich eher ein Schattendasein führte. Seine Geliebte, die Künstlerin Fanny Osbourne, mit der er schon einige Jahre in Paris verbracht hatte, reiste kurz zuvor nach Kanada, um die Scheidung einzureichen. Aus Sorge und Liebeskummer zog er sich in den verlassenen Landstrich, der seiner schottischen Heimat ähnelte, zurück und unternahm eine 12-tägige Fußreise in Begleitung der Eseldame Modestine. Den amüsanten Reisebericht darüber veröffentlichte er unter dem Titel „Reise mit dem Esel durch die Cevennen“. Schon wenige Jahre danach wurde der Bericht vom Club Cévennes – der die Förderung des Tourismus in den Cevennen zum Ziel hatte – aufgegriffen. Aber erst hundert Jahre später nahm die Geschichte Fahrt auf und der Wanderweg auf Stevenson’s Spuren wurde ausgeschildert. In den folgenden Jahren avancierte er als GR70 zu einem der beliebtesten Wanderwege Frankreichs.

## Impressionen

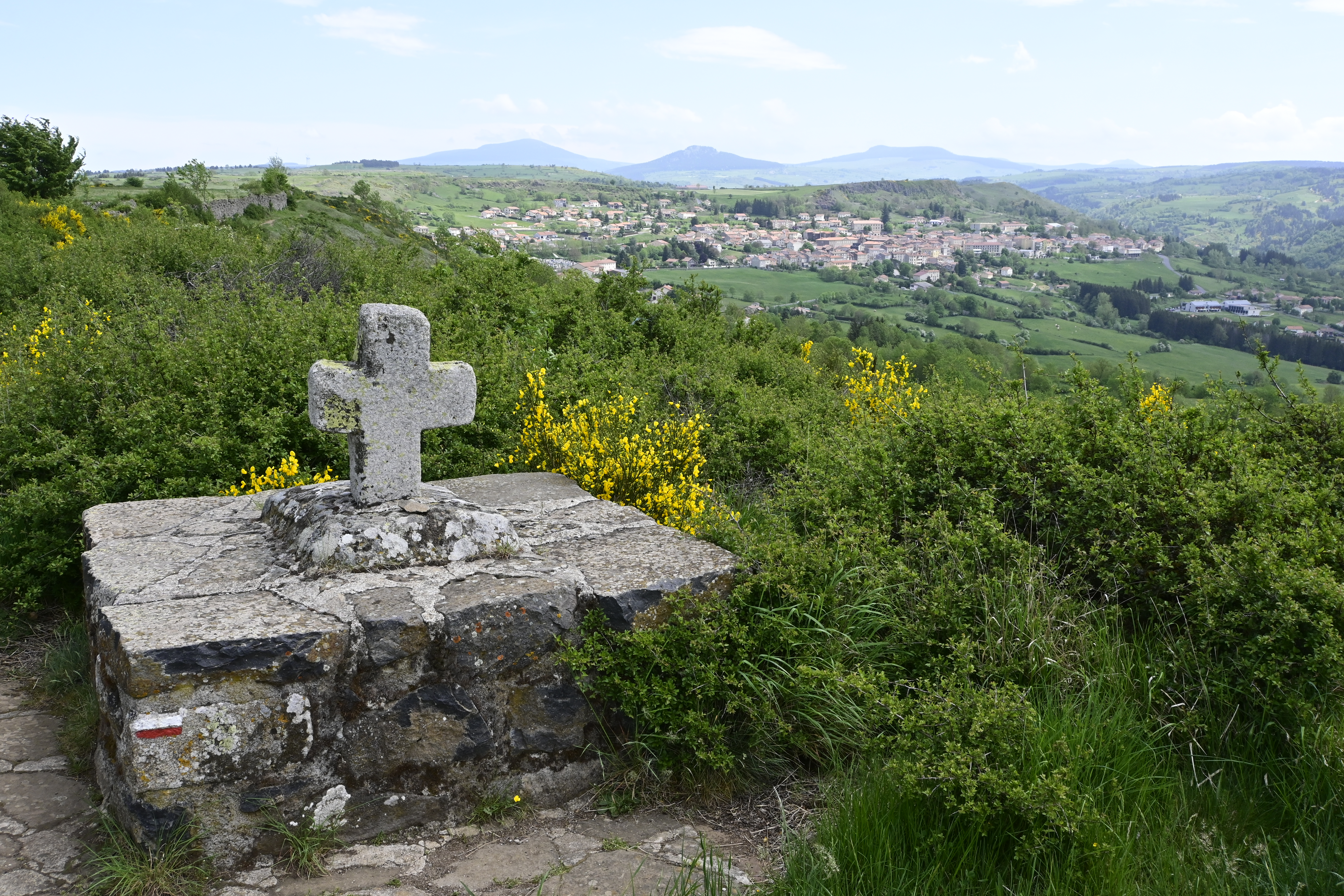
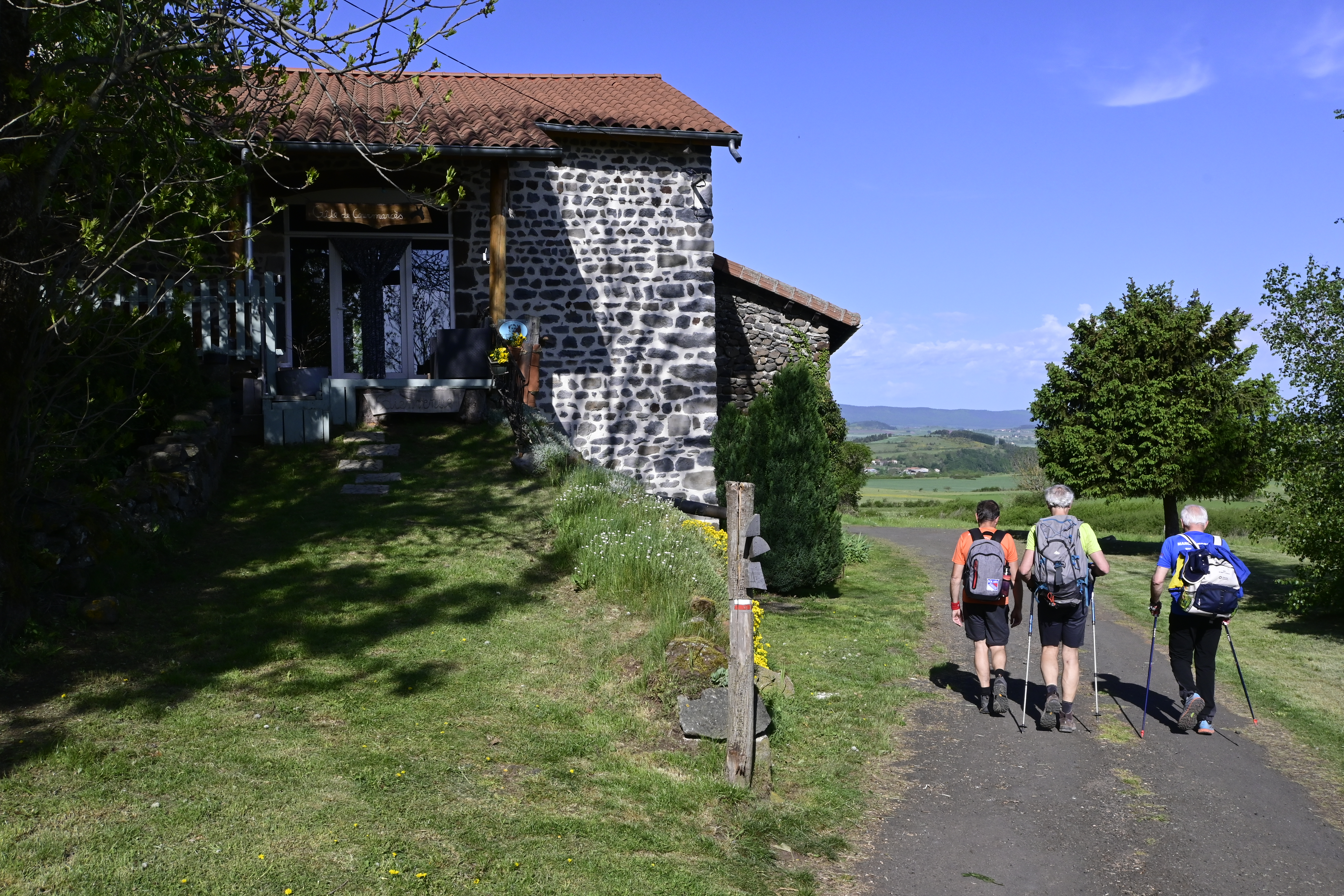
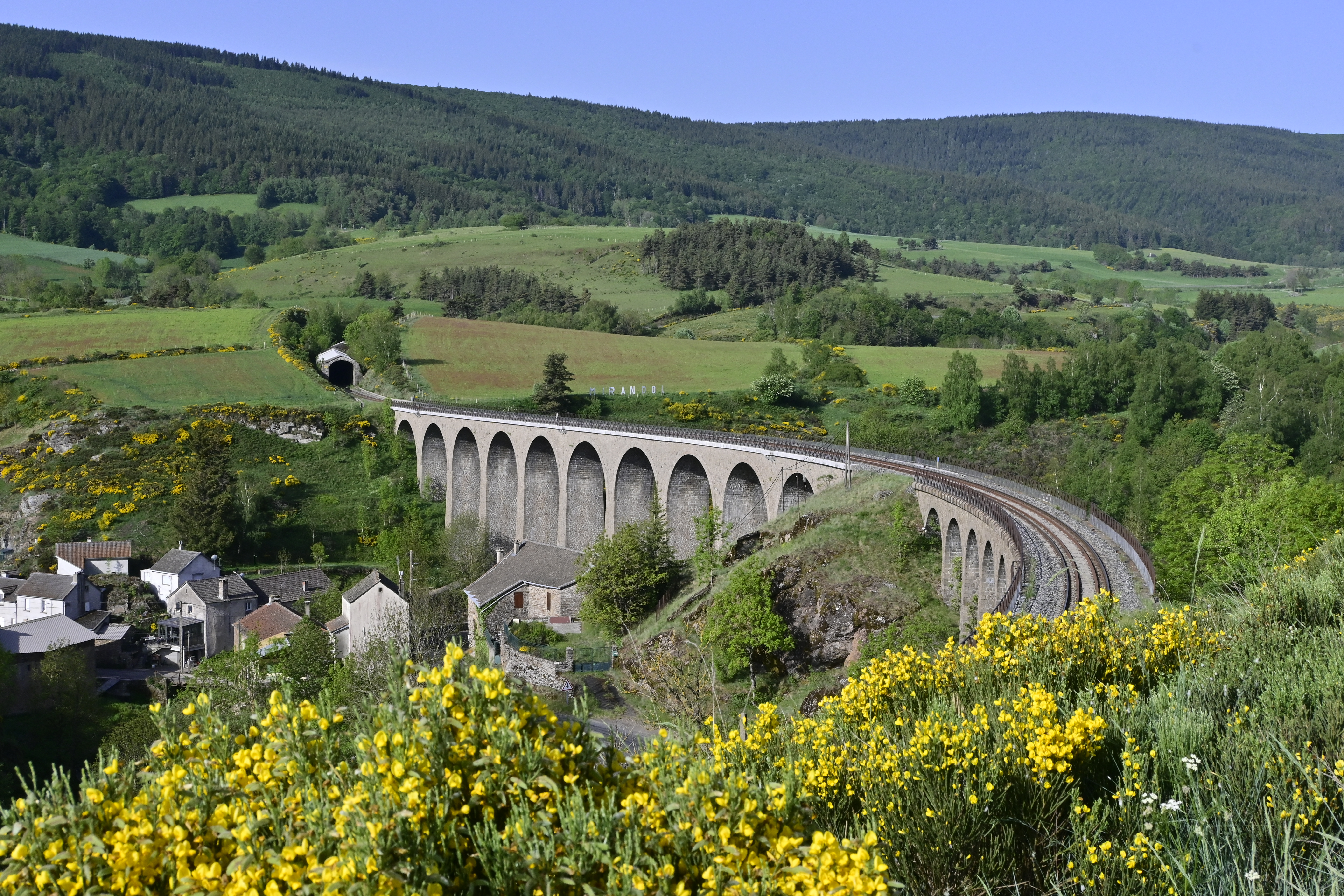
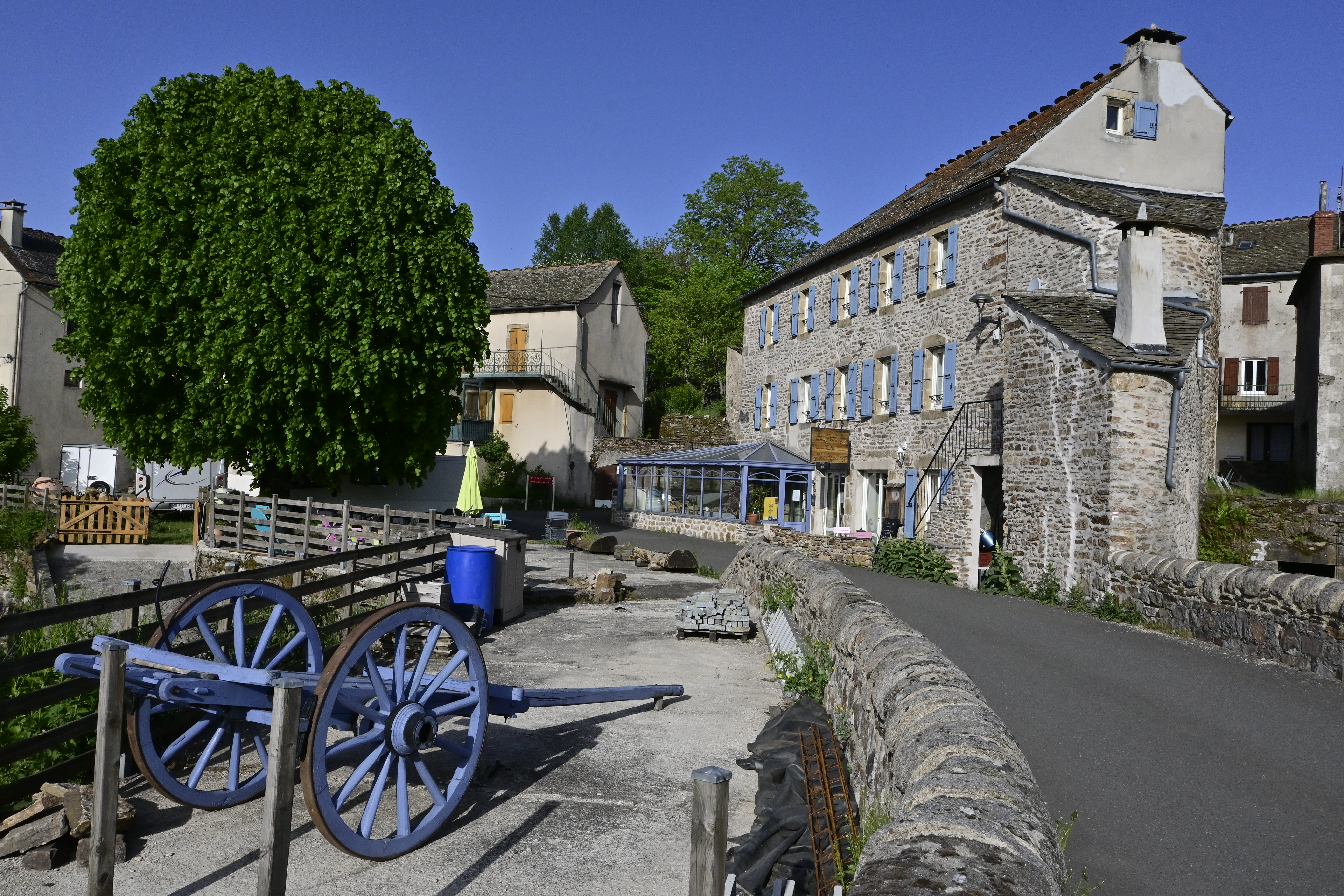
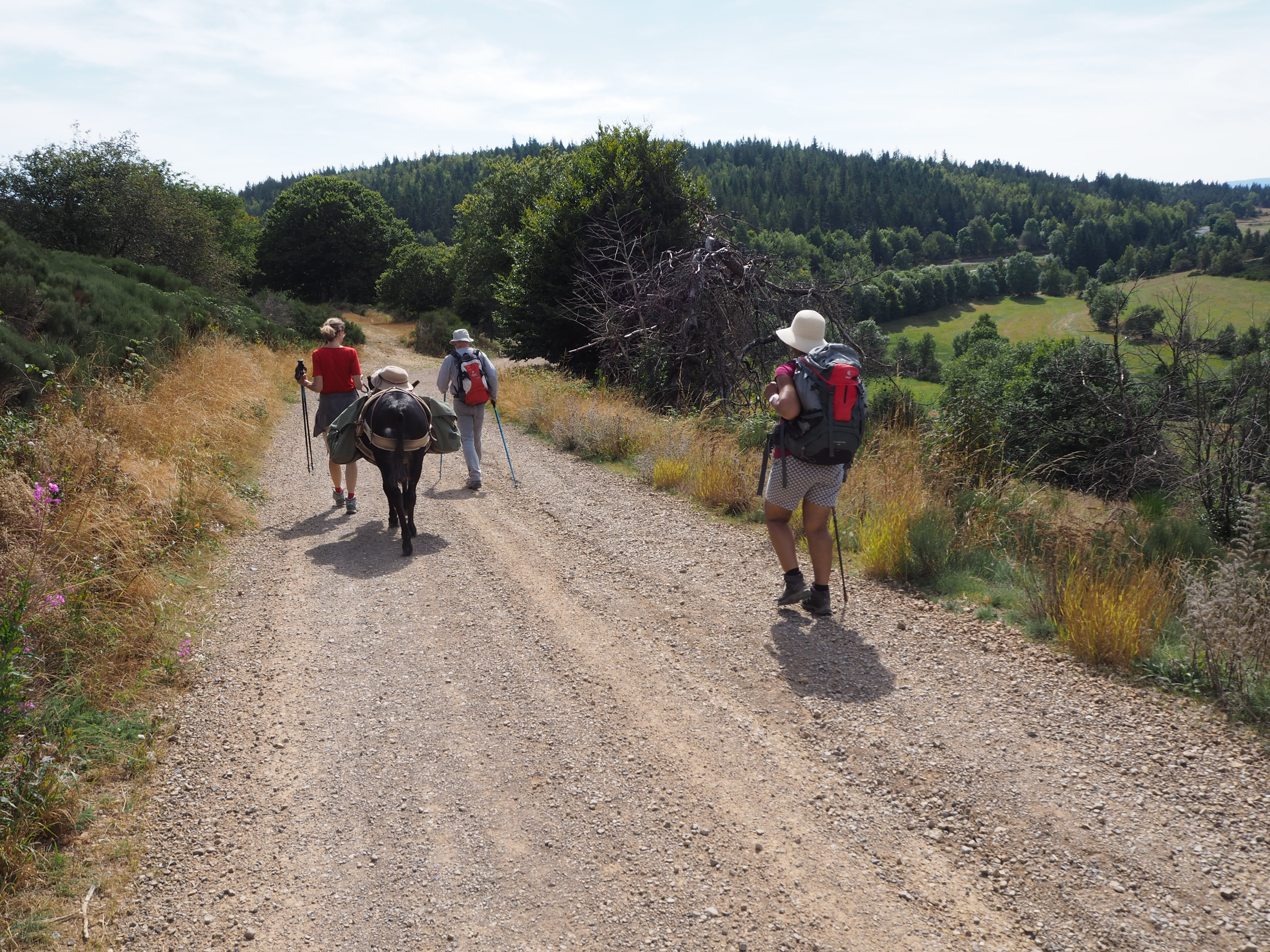
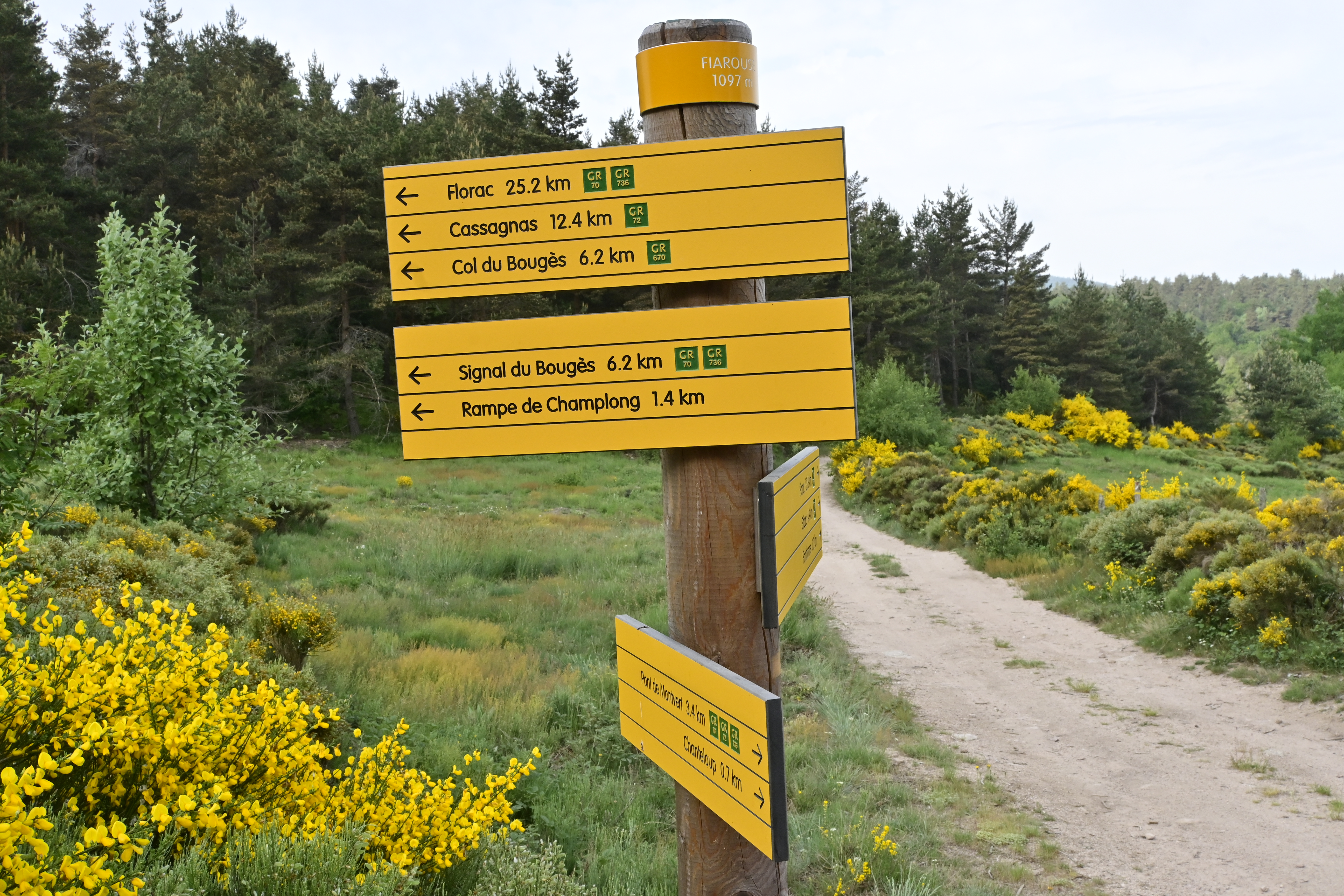
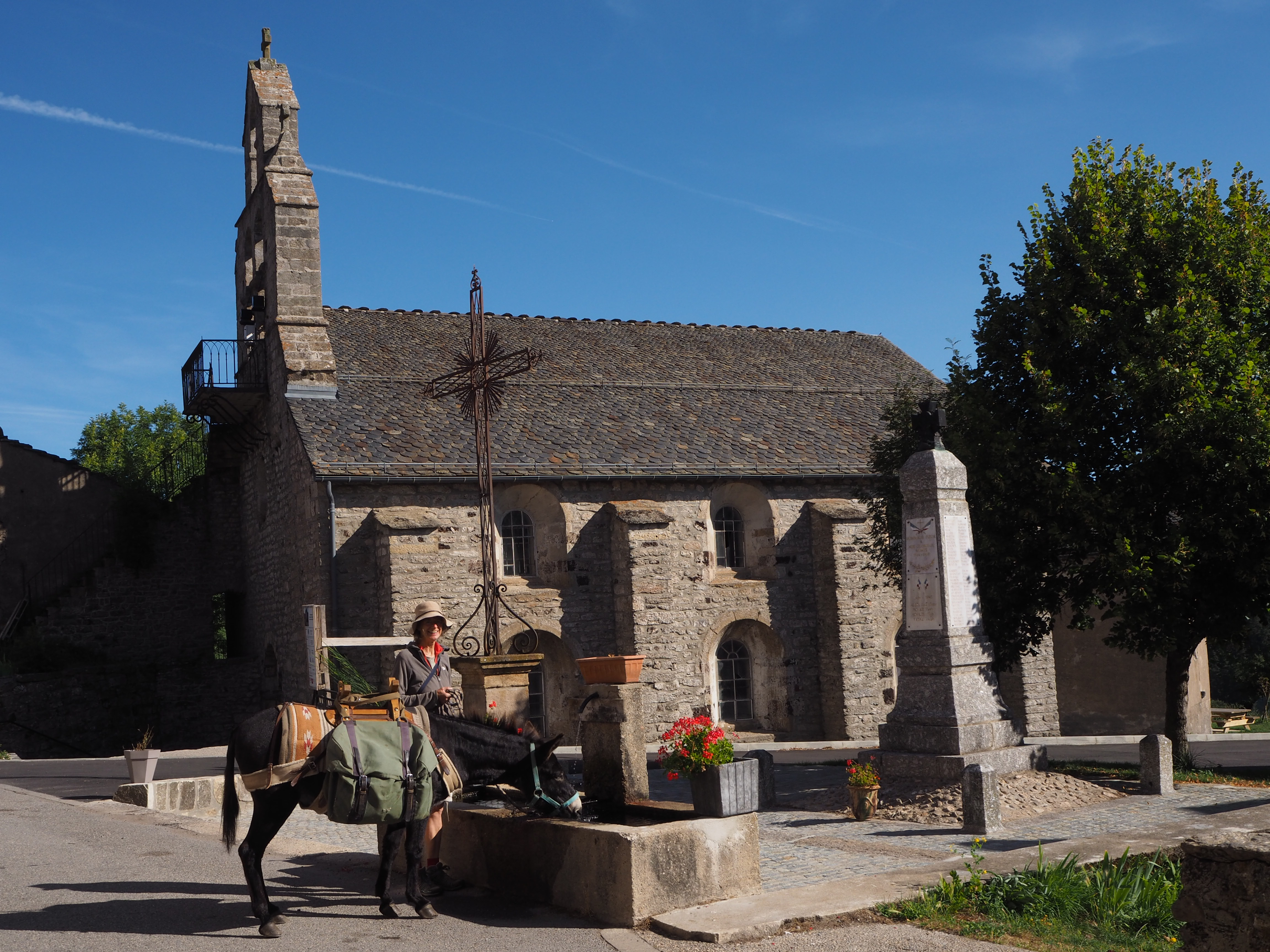
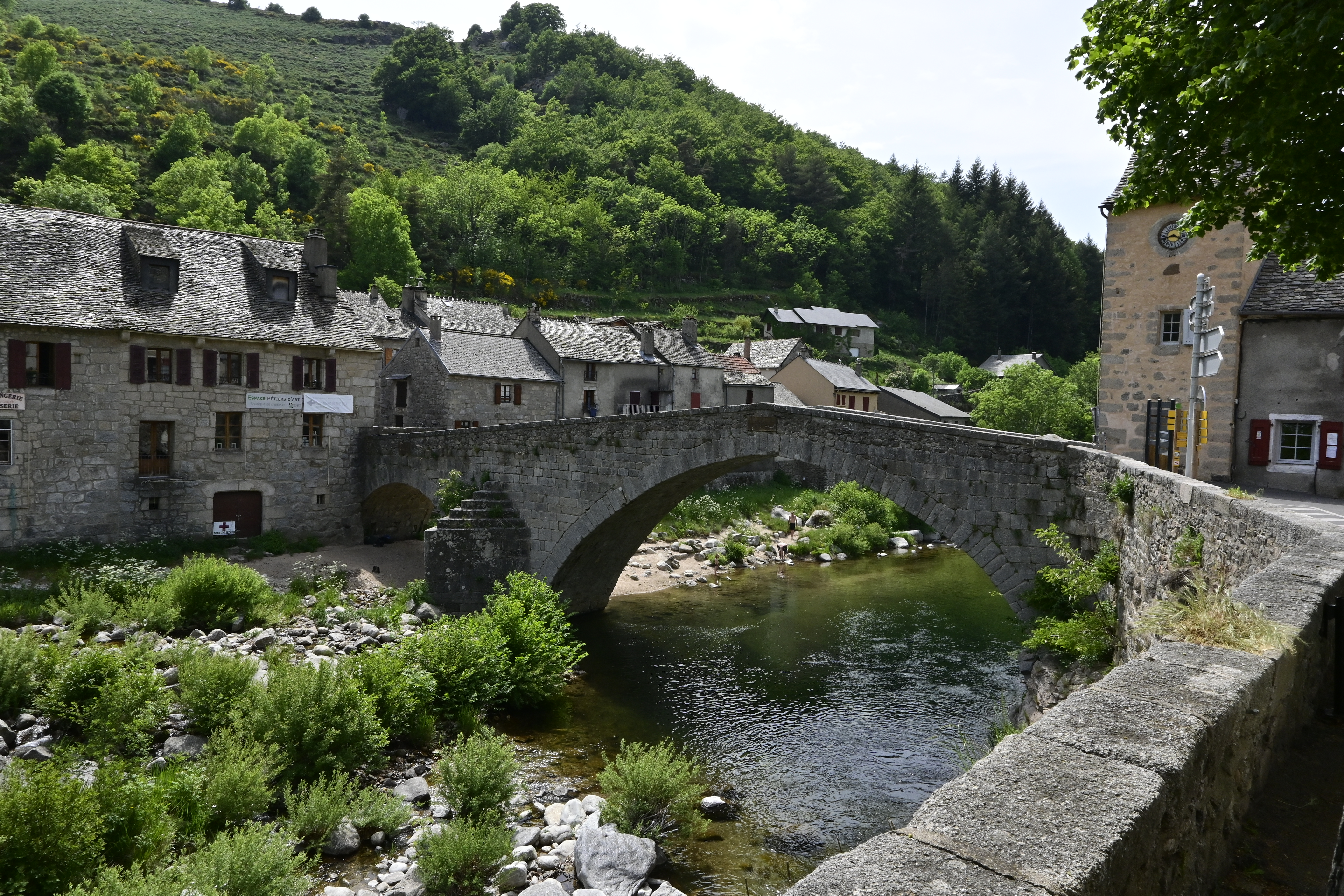

## Verlauf
| Etappe | Start                     | Ziel                      | Strecke (km) | Gehzeit (h) |
| ------ | ------------------------- | ------------------------- | ------------ | ----------- |
| 1.     | Le Puy-en-Velay           | Le Monastier-sur-Gazeille | 19,6         | 5,45        |
| 2.     | Le Monastier-sur-Gazeille | Le-Bouchet-Saint-Nicolas  | 24,4         | 7,0         |
| 3.     | Le-Bouchet-Saint-Nicolas  | Pradelles                 | 21,1         | 5,30        |
| 4.     | Pradelles                 | Cheylard-l'Évêque         | 6,0          | 2,21        |
| 5.     | Cheylard-l'Évêque         | Luc                       | 12,3         | 3,45        |
| 6.     | Luc                       | La Bastide-Puylaurent     | 15,1         | 4,15        |
| 7.     | La Bastide-Puylaurent     | Chasseradès               | 12,4         | 3,30        |
| 8.     | Chasseradès               | Station Mont-Lozère       | 22,4         | 6,45        |
| 9.     | Station Mont-Lozère       | Le Pont-de-Montvert       | 15,1         | 4,45        |
| 10.    | Le Pont-de-Montvert       | Florac                    | 29,5         | 8,45        |
| 11.    | Florac                    | Cassagnas                 | 16,7         | 4,30        |
| 12.    | Cassagnas                 | Saint-Germaine-de-Calbert | 16,4         | 5,0         |
| 13.    | Saint-Germaine-de-Calbert | Saint-Jean-du-Gard        | 22,1         | 7,0         |
| 14.    | Saint-Jean-du-Gard        | Alès                      | 23,9         | 7,30        |